# Konstantin Gurow
Konstantin Frołowicz Gurow (ros. Константин Фролович Гуров, ur. 25 grudnia 1916?/7 stycznia 1917 we wsi Gachowo obecnie w obwodzie kurskim, zm. 13 lutego 1945 w Warlubiu) – radziecki lotnik wojskowy, kapitan, uhonorowany pośmiertnie tytułem Bohatera Związku Radzieckiego (1945).

## Życiorys
Urodził się w rodzinie chłopskiej. Skończył szkołę średnią i szkołę uniwersytetu fabryczno-zawodowego, pracował jako tokarz, od 1940 służył w Armii Czerwonej. W 1941 ukończył wojskową lotniczą szkołę pilotów w Czuhujiwie, od 24 grudnia 1941 uczestniczył w wojnie z Niemcami, walczył na Froncie Wołchowskim, Południowym, Północno-Kaukaskim, Zachodnim, 1 i 2 Białoruskim w składzie 657 pułku lotnictwa szturmowego 196 Dywizji Lotnictwa Szturmowego 4 Korpusu Lotnictwa Szturmowego 4 Armii Powietrznej jako pilot, dowódca klucza, zastępca dowódcy i dowódca eskadry. Do lutego 1945 wykonał 119 lotów bojowych, wykonując zwiady oraz ataki i bombardowania skupisk techniki i piechoty oraz komunikacji wroga, zadając mu duże straty w sile żywej i technice. 16 stycznia 1945 dowodził atakiem eskadry na niemieckie samochody na szosie w rejonie Różan i Krasnosielca, następnego dnia w rejonie wsi Mamino, Jarzyły, Chechły, Rafały i Glinki, a 11 lutego w rejonie Grudziądza. Podczas wykonywania jednego z zadań bojowych 13 lutego 1945 został zestrzelony przez artylerię przeciwlotniczą nad Warlubiem i zginął.

## Odznaczenia
- Złota Gwiazda Bohatera Związku Radzieckiego (pośmiertnie, 18 sierpnia 1945)
- Order Lenina (pośmiertnie, 18 sierpnia 1945)
- Order Czerwonego Sztandaru (trzykrotnie, 9 września 1942, 25 września 1943 i 5 listopada 1944)
- Order Wojny Ojczyźnianej II klasy (11 lipca 1944)
- Medal „Za obronę Kaukazu” (1 maja 1944)